# 칡가루

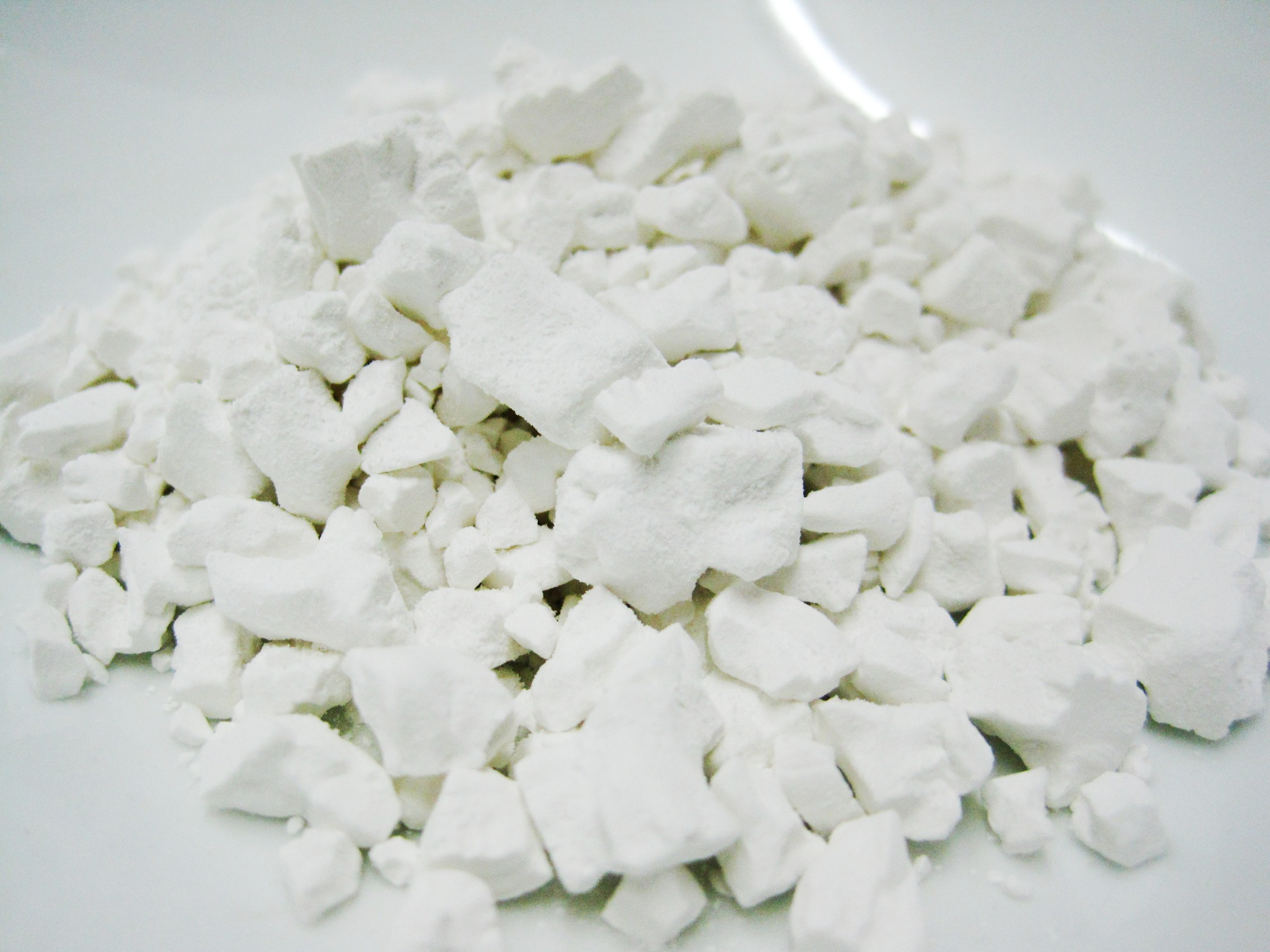
갈분

칡가루 또는 갈분(葛粉)은 칡뿌리를 짓찧어 물에 담근 뒤 가라앉은 앙금을 말려 만든 녹말가루이다.

## 쓰임새

### 한국 요리
한국 요리에서는 칡가루로 죽이나 응이를 쑤기도 하고, 녹두 가루를 섞어 반죽해 국수를 만들거나 떡을 빚기도 한다. 다식 등 주전부리를 만들거나 전통차를 끓이기도 한다.
- 갈분죽: 갈분과 멥쌀가루를 넣고 쑨 죽이다.
- 갈분응이: 갈분을 묽게 쑤어, 생강즙과 꿀을 타 만든 응이이다.
- 갈분국수: 갈분에 녹두가루를 섞어 반죽해 만드는 국수이다.
- 갈분개떡: 갈분에 녹두가루를 섞어 반죽해 찌는 개떡이다.
- 갈분다식: 갈분에 생강즙과 꿀을 넣어 만든 다식이다.
- 갈분차: 갈분에 물과 설탕을 넣고 갠 것에 물을 타 만드는 전통차이다.

### 일본 요리
- 구즈키리